# Los Amigos del Beta Bandidos
Los Amigos del Beta Bandidos es el tercer EP lanzado en 1998 por The Beta Band. Todas las canciones del EP fueron posteriormente incluidas en el recopilatorio The Three E.P.'s junto con Champion Versions y The Patty Patty Sound.

## Listado de canciones
1. «Push It Out» - 5:22
2. «It's Over» - 3:50
3. «Dr. Baker» - 4:08
4. «Needles in My Eyes» - 4:32